# 煙草 (動畫)
《煙草》原先是由自主動畫製作團體irodori，於2010年－2012年之間所製作的獨立動畫作品。2018年時宣布改編電視動畫，由YAOYOROZU進行製作，皆為達紀監督執導，2019年1月9日開播。

## 劇情大綱
這是個三姐妹要在被紅霧所壟罩、四周都是廢棄建築物的無人煙世界裡生存下去的故事。故事的中心人物是特徵是盤髮的凜、有貓耳而且總是穩重的姐姐型角色律，以及穿著女僕風的服裝，是個天真爛漫氣氛製造者的麗奈，在這充滿謎團的世界裡，三姐妹的目標究竟是？

## 登場人物
聲 - 獨立動畫 / 電視動畫
若葉（聲：萬廣寺悠宇 / 野島健兒）
【獨立動畫版】
個性膽小、好奇心強，突然從水裡冒出來的人類男子。除了名字以外沒有其他記憶。
具有所有姊妹的能力，和陸一樣觸摸地面能了解圈外的狀況。
片尾透漏是從綠的果實中誕生。
【電視動畫版】
本作男主角，性格膽小、好奇心強。雖然膽小又是殘存角色中戰鬥力最弱的，但在必要時刻仍然勇敢挺身而出。和其他人一樣接觸到紅霧會受傷。
第一話回收水源時突然出現在水裡的謎樣男子，除了名字以外沒有其他記憶。
具有所有姊妹的能力，劇中表現似乎也比她們更強（提前感受到地震和紅蟲、能先一步察覺涼的存在等）。一出現就具有一定的知識，也能看得懂文字。
雖自稱是人類，但偶爾會出現異於常人的能力，徒手搬輪胎和拖住主、聞到淡紫色煙草的味道、和律、麗奈分開前也察覺到紅霧中有東西逐漸靠近等）。對睡眠和水的需求很低，也不太需要進食。
在其他人睡覺期間遇見了已故的涼、陸、力，也得到她們的幫助。在陸的要求下隱瞞了遇見已故的三人的事情。
將小白們視為同伴，在九島遇到了許多小白造型的機械蟲，在小白們的要求下當了臨時的「船長」。委託小白保護留下來殿後的律和麗奈。
最終回利用一開始凜綁在他身上的小綠的根和小綠的葉子躲過多次必死危機。
現在的若葉可能和莉莉一樣是被煙草複製出來的。
若葉
【電視動畫版】
看起來比現在的主角若葉（わかば）年長，下稱「大若葉」。
從記憶之葉得知，大若葉實際上是從外星球來的煙草研究員，是小白們提到的「船長」，在地球的上方透過紫色煙草進行複製地球文化的工作。
過程中不小心複製出了已故的地球人莉莉，和莉莉、小白們一起生活。休息時會透過抽綠色煙草來調整身體，但因為會產生臭味而被莉莉抱怨。
個性十分溫柔，經常稱讚莉莉是煙草天才，即使莉莉製造出了紅樹也沒有責備她，並擔起一切責任。
為了保護莉莉，決定獨自和紅樹奮戰，將她傳送至一島，分別前囑咐莉莉要尋找自己想做的事並且自信且勇敢的活下去。用青色煙草築起島之間的牆壁，死於紅霧之中。
凜（聲： / 小松未可子）
【獨立動畫版】
責任心重，把保護村莊放在第一位。相比電視動畫版更加冷靜穩重且嚴肅。
對若葉有著極強的戒心，把若葉帶去巡邏時想趁機除掉他。
過去的搭檔為陸，把陸和麗奈子的死亡歸咎於自身，對此感到十分內疚。
獨自背負著保護村子一事，因此精神相當緊繃、壓力也很大。
由於陸的死導致對到圈外一事十分抗拒，即使珍貴的水源被紅蟲破壞或是麗奈被攻擊都抗拒著到圈外，但最後還是跑去救麗奈。
【電視動畫版】
故事的中心人物，責任感強的行動派，目前戰鬥人員。被小白和麗奈吐槽過死腦筋和腦袋不好。排行老四。
過去很容易哭，漫畫版第一話麗奈被吃掉時疑似哭了，現在堅強的樣子是在逞強。
強化能力不明，疑似是體能。涼說過凜赤手空拳戰鬥比自己更強，但凜並不喜歡戰鬥，比較喜歡去陌生的地方探險。
有著能一人拉起整個電車的怪力，能輕鬆跳到三層樓高的高架橋上。
繼承了力的視覺強化，因此殘存的角色裡只有凜和若葉能分辨顏色和看見遠方的景物。
無法理解其他姊妹們的喜好，除了保護剩下的律和麗奈外，沒有想做的事。
把保護律和麗奈放在第一位，知道紅樹的存在後要大家回頭，但真正想做的是除掉紅樹讓大家安心。
喜歡若葉，但過去從未有喜歡的感情，不明白這種感覺，以為是記憶之葉的關係。把心跳加速、臉紅等感覺稱為「毒」。
繼承了記憶之葉，看了最初之人的記憶後了解了真相。
隨著姊妹們相繼死亡，身上的服裝也增加了已故姊妹們的配件（圍巾、手套、短裙等）。
最終回終於找到自己喜歡的東西就是若葉。
利用律和麗奈送來的小綠本體、麗奈本體的小桃，並和已故的涼、陸和力聯手擊敗紅樹。
擊敗紅樹後，和若葉一起到達了島的外頭。看到外頭的瀑布草原等喜極而泣，並和若葉告白。
律（聲：kokko / 清都亞理沙）
【獨立動畫版】
貓耳少女，語尾會加上「喵」的音，能漂浮移動。
培養、操縱著巨樹「綠」，平時個性溫和，但只要有人未經允許碰綠就會變得十分兇殘。
透過種子能增加姊妹們的安全活動範圍，在圈內可增加自身分身巡邏及傳送其他人到指定地點。但是種子標記被破壞分身則會消失，也會失去該區域的情報。
【電視動畫版】
穩重的大姐姐，貓耳少女，語尾會加上「喵」的音，殘存的三人中年紀最大，排行老三。
聽覺強化，能聽見很遠或很微弱的聲音，透過綠的根能將耳朵移動到任意地點，戰鬥時也負責偵查的工作。
身體虛弱，雙腳已經無法使用了，需要坐在綠的枝幹上移動。過去能自行移動，也能參與戰鬥，但現在都必須依靠綠了。
最喜歡的事是培養煙草樹「綠」，也能任意操控綠。為了擊破牆壁親手折下了綠一部份的枝幹讓凜當武器，折斷前跟綠道了歉。
對水源不足卻還要栽培小綠一事感到相當內疚，因此都不怎麼喝水，在其他三人表示感謝自己和綠時十分感動。
第十話聽見了連若葉和凜都沒發現的大量紅蟲群的聲音，為了讓凜安心去除掉紅樹，和麗奈一起欺騙凜和若葉，並將原本要喝的水拿去栽培小綠，多產了三片綠色煙草給凜使用。
最終回生存下來，把小綠的本體透過麗奈裙子上的小機器人送去給凜當武器。
其實病弱屬性和語尾的喵都是刻意裝出來的，實際上身體很好，腳並沒有殘廢。本身會武術。
麗奈（鳴）（聲：櫻音戀 / 鷲見友美）
【獨立動畫版】
雙馬尾造型，穿著很像女僕，調皮的妹系少女，稍微有點小惡魔的屬性。語尾會加上「Na」的音。獨立動畫版的麗奈戰鬥力較高。
分裂成七個分身，每個分身皆有獨立意識。
莉奈子開頭和凜一起發現大量水源，但卻有紅蟲持續破壞水源，由於範圍在圈外的關係被凜要求等律透過種子抵達增加範圍。麗奈子為了保護水源選擇到圈外與紅蟲戰鬥，卻因此被紅蟲打掉半邊的頭，最後死亡。
【電視動畫版】
調皮的妹系少女，雙馬尾造型，穿著很像女僕，戰鬥力較低。語尾會加上「Na」的音。排行老五。
味覺強化，能吃下任何無機物，並在需要的時候從裙子裡拿出。最喜歡的事是吃東西。曾經因為吃了涼隨身攜帶的鐵管被打。
涼死亡後沒多久，為了能幫上其他姊妹的忙開始分裂，最後分成六個分身：
麗奈親
麗奈次
麗奈藏：電視動畫故事開始前已死亡
麗奈佳
麗奈子：第一集開場為了保護水，和蟲同歸於盡。
麗奈夢：麗奈的本體，一直處在昏睡狀態，但能做出動作，有時則需要其他分身控制，偶會偷偷睜開眼睛。最終回所有麗奈合為一體時張開眼睛。
目前剩下四人，持續吃東西能再分裂，但由於分裂的關係記憶變得殘缺，身高也變得較矮。可以隨時合體、分開。
裙襬上的球體可以變成圓形的獨立機器人，吃下去後會回到裙子上。
其實內心相當細膩，經常偷偷和律一起合作讓凜放鬆，也曾因為凜律想起已故姊妹時跳出來緩和氣氛。最後也是為了守住來襲的紅蟲，和律串通好一起騙凜和若葉。
最終回生存，將自己的本體小桃和小綠的本體一起透過裙子上的小機器人送去給凜。
涼（亮、稜）（聲： / 三村ゆうな）
【獨立動畫版】
未登場。
第二個死亡，探索時被紅蟲襲擊死亡。
【電視動畫版】
瞇著眼睛，穿著短旗袍和熱褲、手持鐵管的少女。排行老大，第二個死亡。
最喜歡的事是戰鬥，與若葉和小白第一次見面時就問「想不想和我打一架？」，戰鬥力極高，能不靠煙草打贏紅蟲，過去唯一一個能打贏主的姊妹。
嗅覺強化，能聞到紅蟲的味道。不太喜歡綠色煙草的原因可能是綠色煙草使用時會有臭味。
記憶之葉過去在涼體內，死後才轉移到凜體內。
復活後和陸、力回歸記憶之葉，可隨時切換出現。三人通常只會在凜睡著時出現，但涼曾在凜等人擊破島的牆壁時偷偷出現一瞬間。
最終回因為凜終於認知到自己最喜歡的東西是若葉而出面替她擋下紅樹的攻擊，手持的鐵管在啟動本體時會變成像伸縮劍一樣的武器。
擊破紅樹後消失。
陸（聲：櫻音戀 / 天沢カンナ）
【獨立動畫版】
圍著圍巾、左右邊個綁著三根辮子，髮型很像螃蟹的少女。和凜是搭檔，某次戰鬥中戰死，對凜的影響很深。
透過觸摸地面能感受到圈外的狀況。
【電視動畫版】
有著尖銳牙齒、帶著帽兜、圍著圍巾的少女，第一人稱為「俺（おれ）」。排行老二，第三個死亡。
最喜歡的事是摸東西，很喜歡摸律的貓耳，也很喜歡痛覺、抓背和可愛的東西。
觸覺（皮膚）強化，和若葉一樣能感受到溫度、癢感和痛覺等感覺。過去唯一一個能操縱煙草的姊妹，但因為記憶之葉和牆壁的設定，無法操縱它們。
隨身攜帶的煙草為黃綠色，能夠放出電流。
遇見若葉時要求若葉幫忙抓背，並教導若葉使用煙草的方法。離開前要求若葉對凜她們保密遇見自己的事。
和涼、力一起回歸記憶之葉內部。
最終回因為凜終於認知到自己最喜歡的東西是若葉而出現幫助凜一起擊敗紅樹。
可將黃綠色煙草無限複製形成軌道，戰力十分強大。
擊敗紅樹後消失。
力（綠）（聲： / 關根明良）
※為了不要和樹的「綠」混淆，翻譯成「力」
【獨立動畫版】
未登場。
穿著長裙和綁著長辮子的少女。第三個死亡。
【電視動畫版】
好奇心、求知慾旺盛，穿著水手服、戴著眼鏡的少女，有持有視覺的觸手。排行老么，第一個死亡。
視覺強化，能看得懂文字，一眼就分辨出若葉是某種結構不同的人型。
十分熱衷研究島嶼，知道很多東西因此常被其他姊妹吐槽說又在說些奇怪的話。將研究紀錄和日記寫在橘色煙草上，知道若葉看過自己的橘色煙草日記後很生氣。
雖然總是抱怨姊姊們，但其實非常關心她們，在日記上記載巨大綠樹附近有大量水源但也有危險的煙草存在，因為情報不明因此不告訴姊姊們，以免她們為了水源身陷危險。
在若葉問擊破牆壁裡的主的方法時，因為知道綠是律的寶物，一開始不太願意告訴若葉，要他們放棄突破牆壁。
死時將自己的視覺傳承給凜，因此凜才能看見遠方的景物和分辨顏色。凜在使用眼睛時會出現一綠一桃紅的顏色，桃紅的部分是力。
和涼、陸一同回歸記憶之葉，因為記憶之葉被啟動的關係也知道了島、若葉和莉莉的真相。
最終回凜終於認知到自己最喜歡的東西是若葉時出面助戰，戰力很高，透過稜鏡的方式攻擊。
因為將視覺傳承給凜的關係，凜看過的東西她都記得。加上自身優秀的分析能力幫忙擊倒紅樹。
擊倒紅樹後消失。
無名
【獨立動畫版】
排行老大，繼承了最初之人的情報和記憶，一甦醒就跳進紅霧自殺。
如果獨立動畫版最初之人的目的和電視動畫一樣的話，其實無名不是自殺而是去達成最初之人的目的。
和其他姊妹相比造型較正常。
【電視動畫版】
無登場，電視動畫版的最初之人只分裂成六個姊妹。
小白（聲： / 小松未可子）
【電視動畫版】
於第四話擊敗的主遺骸中出現的白色機械蟲，檢測出若葉後就一直跟隨、幫助著若葉等人。
只會發出「嗶」的聲音，身上有著黃色的螢幕，能顯示出文字與若葉溝通，和凜、律、麗奈溝通時會顯示顏文字。
有許多和小白一樣的機械蟲，體內有著微弱的白色煙草。它們皆從島嶼九過來，躲在廢棄船內。
過去聽從「船長」的命令，但後來船長消失，小白們就失去了生存意義。不喜歡紅霧，也討厭被牆壁釋放的藍色氣體控制，因此集體遠離紅霧和牆壁，等待船長歸來。
後將若葉視為新的船長，除了帶著螢幕的小白外其他進行合體將赤木的根剪斷，但受到紅霧影響，為了不變成紅蟲選擇自行停機消失。
真正的稱呼為「主親」，過去和大若葉（ワカバ）、莉莉一起生活，幫忙大若葉巡查複製的城市有沒有出問題。聽從大若葉和莉莉的命令。
最終回生存，啟動本體的煙草變形保護凜和麗奈。
莉莉（聲： / 小松未可子）
【電視動畫版】
最初之人。過去死過一次，其基因被煙草複製後從湖裡重新誕生，和大若葉（ワカバ）一起生活，非常喜歡大若葉。
因為過去的父母也埋首於工作中，一直獨自一人因此很害怕寂寞。
對煙草有著極大的興趣，也擅長使用煙草，摸索出許多連大若葉都不知道的功能，被大若葉稱為天才。
不希望大若葉一直工作，希望他能好好休息、做自己想做的事，不然會像父母一樣死亡。為了讓大若葉能休息，決定製作能抑制煙草的煙草而將橘色、黃色和紫色的煙草合併，卻導致紅樹誕生的悲劇。
大若葉為了保護她建立了各島之間的牆，並將莉莉傳送回一島，在傳送前看見紅霧中誕生的綠樹。
為了拯救大若葉將手上最後的七片煙草重新組裝成小桃、記憶之葉和伊波呂楓葉（或是大麻葉）造型的三片煙草，分裂成姊妹們。
在橘色煙草上留下遺言，要自己的分裂體去拯救大若葉。
為了將大若葉的詳細位子紀錄下來方便分裂體們行動去仔細看了自己的記憶之葉，卻看到了死亡的大若葉，崩潰之下塗改了要分裂體們去拯救大若葉的部分，且鎖住了記憶之葉，要她們找到喜歡的東西並快樂地活下去。

## 用語
煙草
本作中是一種葉片科技，有多種顏色和形狀。使用時會冒煙、發光且發出聲音。僅有持有觸覺的莉莉、陸和若葉能使用。
不同的煙草可以拼裝，將它們調整成同色後即可使用。
煙草的權限可以設定，陸和莉莉之所以無法控制牆壁是因為大若葉（ワカバ）設定成只有大人才能操縱。記憶之葉似乎也被鎖住。
島是透過「列印」的方式建造，因此煙草的顏色是CMYK系統而非RGB系統。
對人類使用可能會造成異變、失憶等，因此除了少數的煙草外，均被設定成無法對人類使用。
過去曾發生過腦內情報被煙草完整複製的案例。
獨立動畫版的煙草是香煙形狀，從盒子裡取出。電視動畫版則改成各種不同的葉子造型。
綠色
由「小綠」產生的葉子，茶樹葉片造型。
被姊妹們作為武器使用，用來擊退紅蟲，但與其說是消滅，不如說是還原回無害狀態。
若葉使用的話能修復傷口或已毀損物品。
少數能對人類使用的煙草。用類似抽菸的動作使用時會產生臭味，但能藉此調整身體。
黃色
球狀，內部有銀杏外型的葉子，能自然發光，被姊妹們作為照明使用。
以煙草共通的操作方式使用時可以製造光柱，在第12話中被若葉用於引開紅樹根的注意。
日清合作廣告中被當作蛋的替代品使用。
紅色
為了抑制其他煙草而誕生的煙草，由黃色、橘色和紫色合併而成。
十分危險，附在機械蟲身上會使之變成具攻擊性的紅蟲。
白色
一般的機器蟲上所附帶的煙草。
紫色
巨大的樹木，被若葉用來複製地球文明遺址。
具有獨立意識，因此合成成紅樹後，紅樹開始失控亂長。
淡紫色
又稱薄色。
散發味道的煙草，能食用，能水煮。
因為不知道姊妹們吃下去會有什麼影響，因此目前只有若葉能食用，由若葉栽培中。
※因為觸發發光時看起來像白色，因此常被一些觀眾錯當成白色。
洋紅色（品紅色/紅紫色）
姊妹們本體的煙草，需定期補充大量水分，否則會逐漸枯萎。
只要本體煙草沒被打中，姊妹們就不會死。
和紫色巨大煙草的紫不同，姊妹們的顏色較偏桃紅，類似#C1328E （页面存档备份，存于）或#E03C8A （页面存档备份，存于）的顏色，紫色煙草的顏色較偏#70649A （页面存档备份，存于）或#6A4C9C （页面存档备份，存于）。（色碼參考自日本傳統色）
桃色
麗奈的本體，功能是分裂。魚腥草造型。被麗奈稱為「小桃」。
最初之人是靠桃色煙草進行分裂。
只有麗奈能使用，能讓麗奈的個體數量增加。
水色（天藍色）
彎曲的莖，和圓球狀的葉片或果實。
在過去若葉所搭乘的工程艇上，功能疑似是吸水後能讓工作艇漂浮。
似乎不受紅樹影響，在濃紅霧中依舊維持原狀。
青色
能產生護盾，摸起來的感覺像牆壁。
長按能變更範圍大小，被大若葉（ワカバ）用來建造牆壁阻擋紅樹的攻擊。怕被莉莉破解而設定成只有大人才能操縱。
偵測到危險時會浮現「警」字，並釋放藍色氣體使周圍的機械蟲變成黑色並進入警戒狀態。
靛色（藍色）
能偵測水源，被姊妹們稱為「小藍」。
外型是錦魚葉樁（梵天白色茶花），原本是包覆在透明的球體中，觸發後變得像魚一樣，通常被泡在水中。
只有陸能找到，可能是陸自己合併出來的。
最終回帶領著若葉和凜找到島外頭的瀑布。
橘色
目前出現過方形和竹葉型兩種，竹葉型用途不明。方形的用來記述文字，被力和最初之人用來做紀錄和留言。
觸發時像智慧型手機或平板電腦一樣的使用方式。
最初之人給看得懂文字的分裂體的留言內容如下（bilibili翻譯）：
「寫給分割後的我，如果你在看這個，是遇到什麼問題了嗎？」
「應該有一個我拿著記憶之葉，具體可以問她，大多問題應該都能解決。」
「雖然應該不會發生，但如果記憶之葉不起作用，就嘗試多打開幾次。」
「分割後就靠煙草活動了，雖然不會餓，但要補充足夠的水份。」
「咦，你應該看得懂文字吧？這些話都看得懂吧？記得與看不懂的人分享。」
「最後，以防萬一說一句，我們的目的是■■■」
「抱歉，忘了這個吧，希望你們自由地活下去，記憶之葉也一樣」
塗改的部分真實內容為「我們的目的是去若葉身邊，幫助若葉。」指的是大若葉。但她得知大若葉死去後塗改掉。
黃綠色
能產生電，作為武器使用。陸作為主要武器。
能做為電磁爐使用，日清合作廣告中被若葉用於煮開水，第11話的記憶之葉的畫面中被莉莉用來烹煮淡紫色的草。
含羞草的外型。
最終回陸將黃綠色大量複製成一個輸送帶般的軌道，軌道將站上去的陸推向紅樹的上空。
粉色
在第六話的一個畫面中出現，與黃色一起長在牆壁上。
功能不明。
蒲公英葉造型
姊妹們的本體和記憶之葉。
記載最初之人莉莉的記憶，為了讓分裂體知道莉莉的目標和真相而製造。
莉莉知道若葉死亡後傷心欲絕鎖住記憶之葉，即使是陸也打不開。一直到若葉打開後讓凜和回歸記憶之葉的三人看到莉莉的記憶。
最初在涼的體內，之後被凜繼承。
黑色結晶
已故姊妹體內的煙草形成的黑色結晶，被凜她們保存起來。
伊波呂楓葉（或大麻葉）形狀
莉莉用了其他的煙草組合而成。
顏色是白色，功能不明。
蟲
正常狀況下是一般的白色機械蟲，白色煙草做動力源。正式的稱呼為「主（ヌシ）」，蟲是莉莉的叫法。
是大若葉（ワカバ）工作時的小助手，隨時聽從若葉的指示。負責巡查島嶼是否出現崩塌等問題。
被紅霧侵蝕時會變成具有攻擊性的紅蟲，會對其他煙草主動發動攻擊。
主
被姊妹們用來稱呼巨大且具有強大破壞力的紅蟲，但其時也有白色的主，但不具危險性。
涼還健在時還能與之一戰，但涼在第二次討伐主時戰亡，之後遇到就只能逃走。
主角一行人在橋上遇見了一隻主，雖然若葉有提前聽見主攻擊前發出的尖銳噪音，但因為不曉得是什麼聲音而大意。
若葉發現它會對煙草發動攻擊，利用這點和其他人合作擊退主。後來從主的殘骸中爬出了小白。
九島時遇到一隻出現在牆內的田鱉造型主，在若葉試圖打開牆壁時發動攻擊，之後藉由牆的高防禦來躲避凜和麗奈的攻擊。
要擊破牆壁和主需要利用小綠的本體，因為知道小綠是律的寶物，因此力一開始並不願意告訴若葉。
之後若葉做為誘餌去引出主和拖住主，凜趁機投擲小綠的本體成功擊破。
其實是所有機械蟲正確名稱。
獨立動畫版的主會發出禁菸警告。
紅霧
由紅樹所釋放的高溫、高危險性的霧。具有侵蝕能力，能使白蟲變成紅蟲。
紅樹
最初之人為了抑制煙草製作而成，將橘色和黃色的煙草接到紫色煙草上誕生，由於紫色煙草靠自己的意志不斷快速增長，導致赤木暴走變得一發不可收拾。
生長速度異常驚人，產生的紅霧會侵蝕機械蟲和島嶼，導致島不斷崩塌。
和一般煙草一樣只要沒有水就會枯掉。力曾提過紅樹似乎也能控制。
會主動攻擊其他種類的煙草。
自己創造出和青色煙草一樣堅硬的牆壁。
島
由許多島連接，因為不明原因荒廢，上面充滿機械蟲和紅霧，偶爾會產生地震和地裂。
島上過去有人類居住，但不明原因消失。
整個島是大若葉（ワカバ）透過紫色煙草複製而成，漂浮於地球之上。雖說是文化保留，但其實地球上還是有人類，並沒有整顆荒廢。
因為是複製出來的關係，一開始就沒有人類。只有不小心被複製出來的莉莉。
到處都有類似3D列印技術會有的網狀結構在支撐著島的建築和山。
需要水源的平均分配，不然會荒廢崩塌。
姊妹們旅行的城市是島的一部分，最終回到達盡頭時看見了如仙境般的綠洲。
小綠
能結出綠色煙草的樹，被稱呼為「小綠」，體內有主要的核心樹枝（本體）。本體的威力極強。
由律控制，透過小綠的根能回收水源和擴大律的聽力範圍，姊妹也能透過根和律對話。
島七有一顆和綠一樣的巨大樹木，中心有個小湖泊，但紅樹的關係很多地方枯死。
大若葉（ワカバ）消失在紅霧裡時有一棵巨大的綠長出來與紅樹抗衡，就是島七的巨大樹木。
在島七的巨大綠樹附近有大量的水以及疑似是大若葉（ワカバ）生前帶著的煙草們和白袍。
律在最終回將小綠的本體送給凜當武器，姊妹們一直住著的電車上的小綠死亡。凜給紅樹最後一擊時，小綠重新生長。
姊妹
於島1出生，最初之人所分裂，各自繼承了不同的感官強化。需要補充大量水份。
每個人皆繼承不同的感官強化，但除了自身繼承的能力外的其他感官都較弱，例如只有陸有痛覺、凜和力以外的看不見遠方景物也無法分辨顏色，只有麗奈能嘗到味道等。
無名：記憶。涼：嗅覺。陸：觸覺（皮膚）。律：聽覺。凜：體能（待確定）。麗奈：味覺。力：視覺。
排行順序為無名、涼、陸、律、凜、麗奈、力。
死亡順序為無名→力→涼→麗奈藏→陸→麗奈子。
※電視動畫版將無名的設定拔掉，只有六位姊妹。
獨立動畫版的姊妹和電視動畫版設定相反，獨立動畫版的是從別的星球來的，電視動畫版則是身為地球人的最初之人分裂而成。
獨立動畫版的姊妹們的年紀似乎非常大，莉奈藏大概死了50年之久。
村莊
獨立動畫版的專有名詞，是姊妹們的駐紮地。
內部有大量水源和巨大的綠樹，科技水平較高。
圈內、圈外
獨立動畫版的專有名詞。
在圈內裡沒有危險，一旦進入圈外就很容易死亡。
透過種子能擴大範圍。

## ONA
達紀監督所屬的「irodori」自主制作，於2010年至2012年公開的短編動畫，曾獲得「第24屆CG動畫競賽」（第24回CGアニメコンテスト）作品獎。Youtube上可以觀賞到其片段 （页面存档备份，存于）。
故事是描寫，在被紅霧壟罩的世界裡，和被稱呼為「蟲」的異形戰鬥的少女們的「科幻動作」劇。在和蟲戰鬥時，少女會使用和「香菸（たばこ）」類似的武器，其被稱為「煙草」（ケムリクサ）。
2018年宣布被改編成電視動畫版，2019年1月9日開始在電視和亞馬遜上播放。

## 電視動畫
於2019年1月預定在TOKYO MX上播放。

#### 動畫預告
當週動畫播出前會在官方twitter上放出幾秒的預告，正片裡不放預告。

#### 製作團隊
- 原作、劇本、監督、系列構成、美術設計：達紀[7][8]
- 作畫監督：伊佐佳久[8]
- 美術監督：白水優子[8]
- 攝影監督：繼岡夢月
- 音響監督：阿部信行
- 音樂：高橋哲也
- 製作人：高木隆行、大森慎司、渡邊亞依、五十嵐和樹、本間裕之
- 動畫製作人：福原慶匡（日语：福原慶匡）[8]
- 人物設計、建模、編輯：irodori[8]
- 動畫製作：YAOYOROZU[8]
- 製作：ヤオヨロズケムリクサプロジェクト[8]

### 主題曲
片頭曲《KEMURIKUSA》
作詞、主唱：nano，作曲：WEST GROUND，編曲：WEST GROUND、ZAI-ON
收錄於專輯「KEMURIKUSA」中。
開頭動畫其實是莉莉被若葉傳送回島一的暗示，第8話則變成從島一不斷前進，暗示姊妹們從島一開始旅行。
片尾曲《INDETERMINATE UNIVERSE》
主唱：初音未來，作詞、作曲、編曲：ゆうゆ
歌詞其實是莉莉的心境。
ED動畫由尾本達紀和河野宏樹製作，兩人在大學期間為好友，河野宏樹畢業於東京藝術大學大學院映像研究科，曾經與たつき（尾本達紀名義）共同發表過藝術作品 （页面存档备份，存于）。
ED背景中的建築物會隨著姊妹們的死亡轉動速度逐漸變慢，到麗奈藏死亡後就停止轉動，象徵姊妹們放棄旅行，直到若葉誕生、殘存的等人決定再次踏上旅程才又恢復轉動。該建築物是若葉的工作艇。
ED和獨立動畫版一樣採用剪影的方式來詮釋，死亡的角色會變成葉片散去。第11話片尾律、莉奈和若葉因為生死未卜是淡出而非飄散。
最終回的ED開頭為初音的版本，在陸的剪影飄散後則改為生存的律、凜、麗奈唱的版本。最後背景的工作艇也改成島盡頭的洞口，最左邊則是出現了透明度較低的若葉和莉莉剪影。
獨立動畫版片尾曲《新世界へのプロローグ》
主唱：初音未來，作詞、作曲、編曲：箸休
每位姊妹手中皆拿著煙草，無名的從手中掉落。

### 各話列表
| 話數        | 劇本、分鏡、演出 | 作畫                   | 美術                         |
| ----------- | ---------------- | ---------------------- | ---------------------------- |
| Episode.1   | 達紀             | 伊佐佳久               | 白水優子                     |
| Episode. 2  | 達紀             | 伊佐佳久               | 白水優子                     |
| Episode. 3  | 達紀             | 原田優 村田良典 富澤瞬 | 大久保聰 川治裕睦 長田泰治郎 |
| Episode. 4  | 達紀             | 原田優 村田良典 富澤瞬 | 大久保聰 川治裕睦 長田泰治郎 |
| Episode. 5  | 達紀             | 原田優 村田良典 富澤瞬 | 大久保聰 川治裕睦 長田泰治郎 |
| Episode. 6  | 達紀             | 原田優 村田良典 富澤瞬 | 大久保聰 川治裕睦 長田泰治郎 |
| Episode. 7  | 達紀             | 原田優 村田良典 富澤瞬 | 大久保聰 川治裕睦 長田泰治郎 |
| Episode. 8  | 達紀             | 原田優 村田良典 富澤瞬 | 大久保聰 川治裕睦 長田泰治郎 |
| Episode. 9  | 達紀             | 原田優 村田良典 富澤瞬 | 大久保聰 川治裕睦 長田泰治郎 |
| Episode. 10 | 達紀             | 原田優 村田良典 富澤瞬 | 大久保聰 川治裕睦 長田泰治郎 |
| Episode. 11 | 達紀             | 原田優 村田良典 富澤瞬 | 大久保聰 川治裕睦 長田泰治郎 |
| Episode. 12 | 達紀             | 原田優 村田良典 富澤瞬 | 大久保聰 川治裕睦 長田泰治郎 |

| 話数   | 公開日         | 備考                                                            |
| ------ | -------------- | --------------------------------------------------------------- |
| -      | 2018年 8月31日 | 原作、監督、劇本Twitter公開                                     |
| 0.5話  | 9月30日        | 原作、監督、劇本Twitter公開                                     |
| 0.6話  | 10月31日       | 原作、監督、劇本Twitter公開                                     |
| 0.7話  | 11月30日       | 原作、監督、劇本Twitter公開                                     |
| 0.8話  | 12月31日       | 原作、監督、劇本Twitter公開                                     |
| 0.9話  | 2019年 1月2日  | 原作、監督、劇本Twitter公開                                     |
| 12.1話 | 4月3日         | たつきのTwitter、そしてirodoriのYouTubeとニコニコチャンネル公開 |

### 播放電視台
| 播放日期        | 播放時間             | 播放局         | 播放地區 | 備註 |
| --------------- | -------------------- | -------------- | -------- | ---- |
| 2019年1月9日 -  | 星期三 22:30 - 23:00 | TOKYO MX       | 東京都   |      |
| 2019年1月10日 - | 星期四 0:00 - 0:30   | SUN電視台      | 兵庫縣   |      |
|                 |                      | 栃木電視台     | 栃木縣   |      |
|                 | 星期四 0:30 - 1:00   | BS富士         | 日本全域 |      |
|                 | 星期四 0:55 - 1:25   | 北海道文化放送 | 北海道   |      |
|                 | 星期四 1:00 - 1:30   | 千葉電視台     | 千葉縣   |      |
|                 | 星期四 2:20 - 2:50   | 三重電視台     | 三重縣   |      |

網路由Amazon Prime Video獨佔先行配信。

## 若葉筆記
由達紀監督親繪的漫畫，於集英社出版的月刊『Ultra Jump』2019年2月號開始連載。本作是以電視動畫版中男性腳色若葉為視點來述說故事，可以補完動畫無法敘述到的部分。

## BD
| 卷數 | 發行日期      | 收錄話數       | 規格編號 |
| ---- | ------------- | -------------- | -------- |
| 1    | 2019年3月29日 | 第1話 ~ 第4話  | MOVC-270 |
| 2    | 2019年5月31日 | 第5話 ~ 第8話  | MOVC-271 |
| 3    | 2019年7月26日 | 第9話 ~ 第12話 | MOVC-272 |

## 外部連結
- 電視動畫《煙草》官網 （页面存档备份，存于）（日語）
- ケムリクサ的X（前Twitter）